# Cimetière monumental de Brescia
Le cimetière monumental de Brescia (aussi connu sous le nom de Vantiniano) est l'un des plus anciens cimetières monumentaux d'Italie se trouvant dans la ville de Brescia. Il fut le premier projet de l'architecte néo-classique Rodolfo Vantini qui débuta sa construction en 1813 et auquel il dédia sa vie.

## Histoire
L'édit napoléonien de Saint-Cloud, promulgué le 12 juin 1804, établit des règles concernant la santé publique, imposant une certaine distance entre les lieux désignés pour les enterrements et les zones résidentielles.
En 1806, Brescia est l'une des premières villes à promulguer une loi basée sur cet édit, et la députation de la ville décide de créer un cimetière en suivant les nouvelles directives. La zone désignée est choisie hors de Porta San Giovanni, et le 12 septembre 1808, la ville de Brescia acquiert de nouveaux terrains à cette fin. Le 19 janvier 1810, l'évêque Gabrio Maria Nava consacre le lieu, et immédiatement après, le cimetière commence à être utilisé. En 1814, après de nombreux débats concernant l'amélioration des installations, l'architecte Rodolfo Vantini est nommé pour construire une chapelle funéraire.
Au cours des années suivantes, des arcades et des bâtiments néoclassiques inspirés de l'architecture hellénistique sont ajoutés à cette zone grâce à Vantini, bien que l'ensemble de la construction prenne plusieurs années et ne soit achevé qu'au début du XXe siècle, après la mort de Vantini.

## Description
Les principales sections qui composent le cimetière sont :
- La chapelle centrale dédiée à saint Michel, dont la statue est sculptée par Democrito Gandolfi[5].
- La chapelle municipale ou Rotondina Comunale, le tout premier panthéon du cimetière. De 1833 à 1904, 25 politiciens et personnalités éminentes de Brescia y sont enterrés[6].
- L’hémicycle vert en face de la chapelle Saint-Michel, composé de 66 cénotaphes commémorant des personnalités brescianes renommées : poètes, entrepreneurs, intellectuels et soldats[7].
- Le phare, achevé en 1870, qui mesure 60 mètres de haut et possède une base circulaire entourée de portiques et de tombes. Une lanterne est placée à son sommet. La colonne de la Victoire de Berlin, conçue par l'architecte allemand Johann Heinrich Strack, est inspirée du phare de Vantini[8]. De plus, le tombeau et la statue de Rodolfo Vantini, réalisés par Giovanni Seleroni, sont placés dans le hall central du monument[9].
- L'ossuaire militaire, l’un des plus grands monuments funéraires militaires d'Italie, construit dans les années 1920 pour commémorer les morts de la Première Guerre mondiale[10].
- Le Panthéon (ou Famedio en italien), un hall dédié aux personnes les plus éminentes de Brescia et à ceux qui y ont vécu[11].
- Le tombeau en forme de pyramide de Giovanni Battista Bossini[11].
- Une section dédiée aux musulmans[12].

## Sépultures notables
- Teodoro Lechi (1778-1866), militaire.
- Cesare Arici (it) (1782–1836), poète.
- Rodolfo Vantini (1792–1856), architecte et créateur du cimetière.
- Tito Speri (1825–1853), patriote et héros du Risorgimento.
- Giuseppe Zanardelli (1826–1903), juriste et homme politique, premier ministre d'Italie de 1901 à 1903.
- Ugo da Como (1869–1941), homme politique et député.
- Annibale Calini (it) (1882–1916), comte.
- Hina Saleem (1985–2006), victime d’un crime d’honneur[12].

## Œuvres présentes sur le site

### Œuvres en bronze

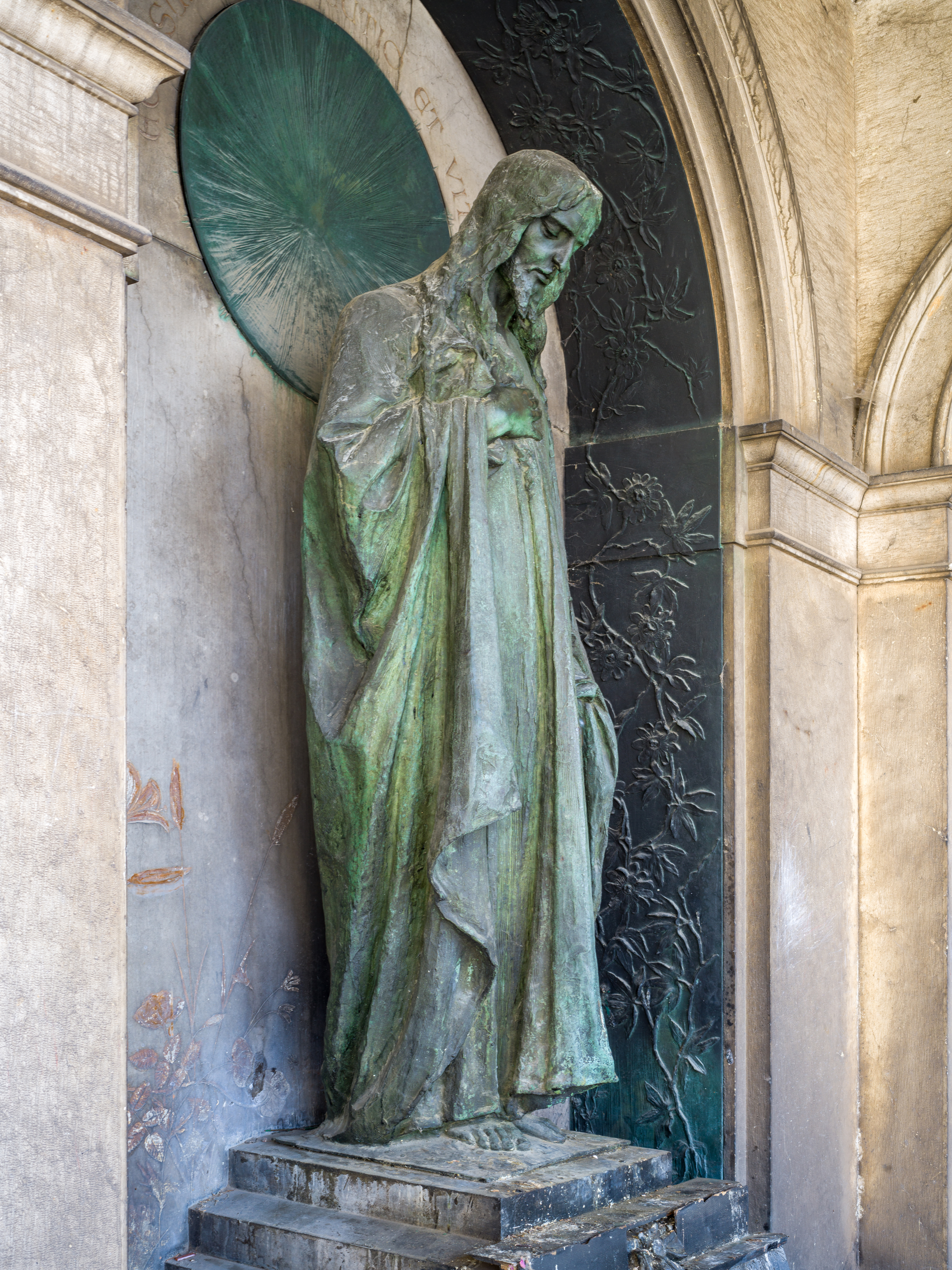
Christ rédempteur.
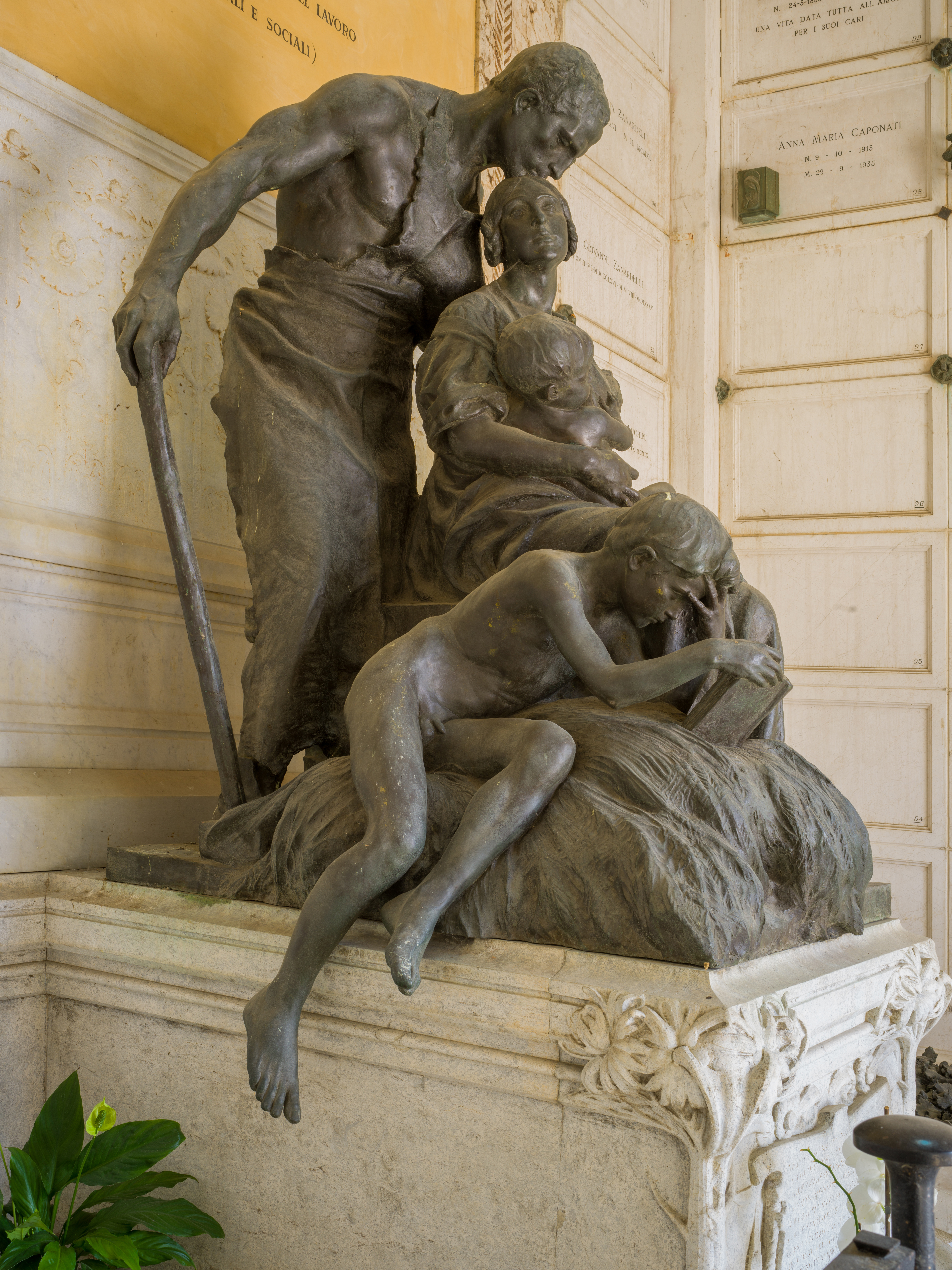
Tombe de Zanardelli par Ettore Ximenes.
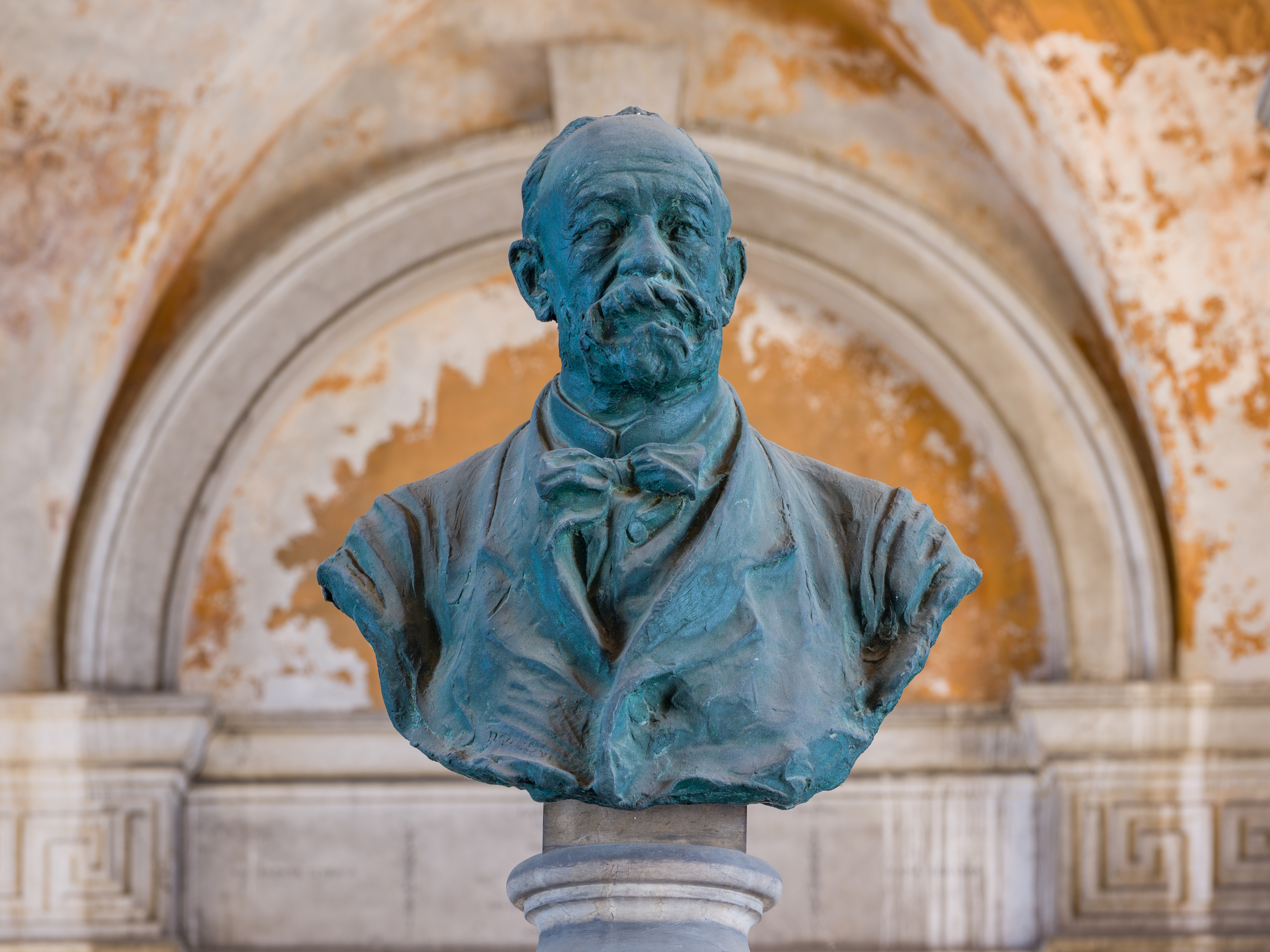
Buste d'Antonio Tagliaferri.
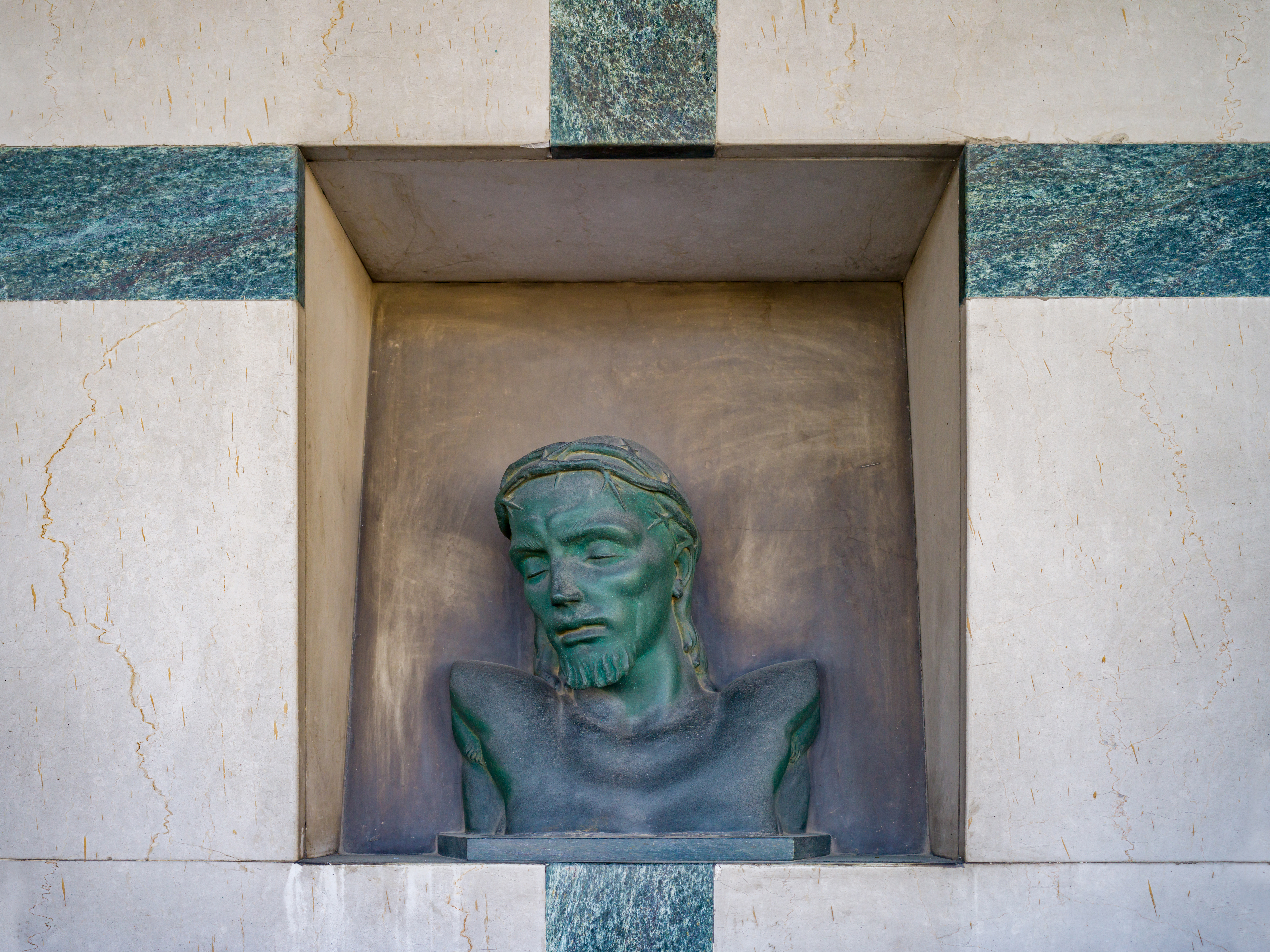
Buste du Christ.
Femme priant.
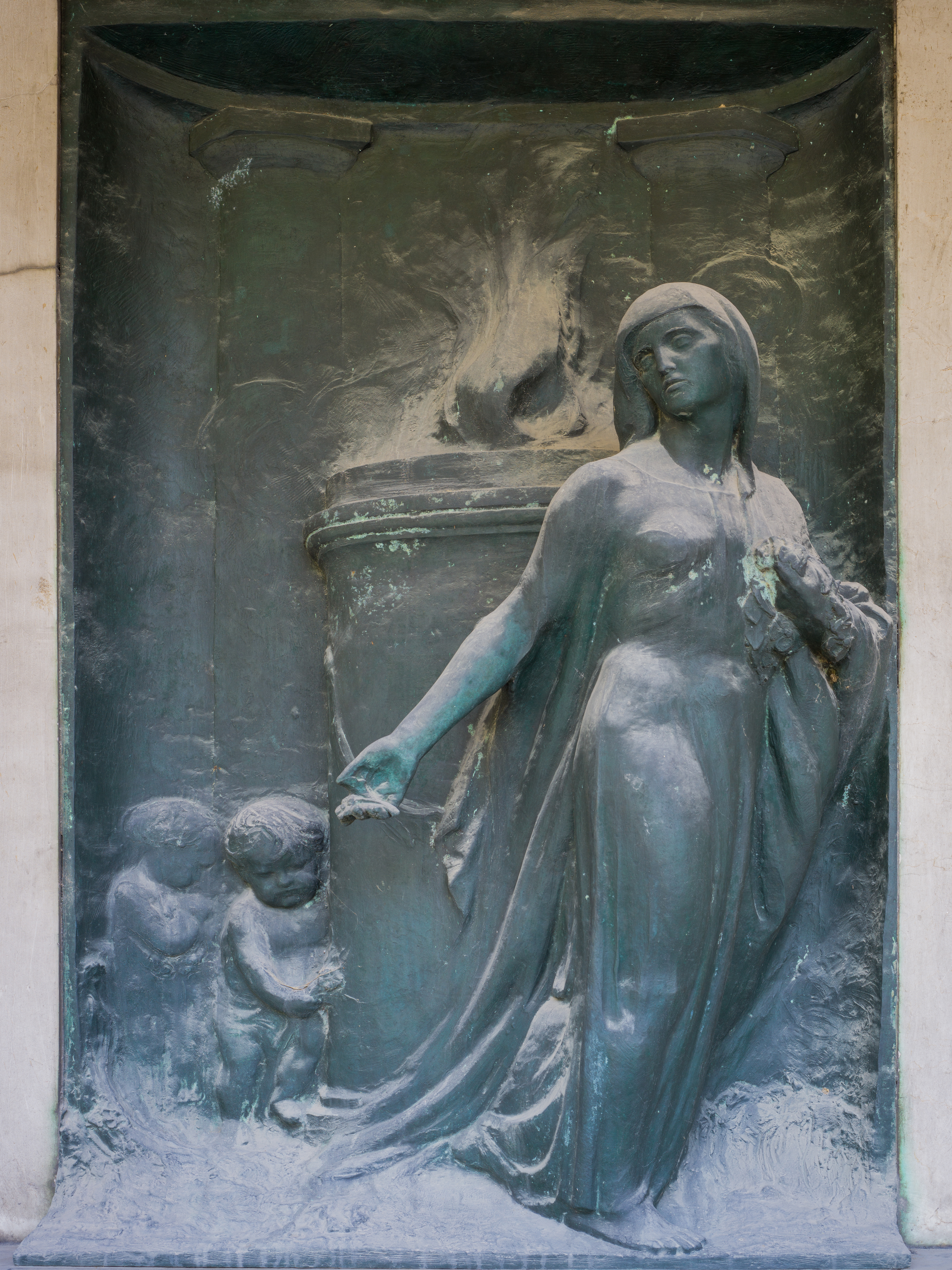
Tombe de la famille Cuni.
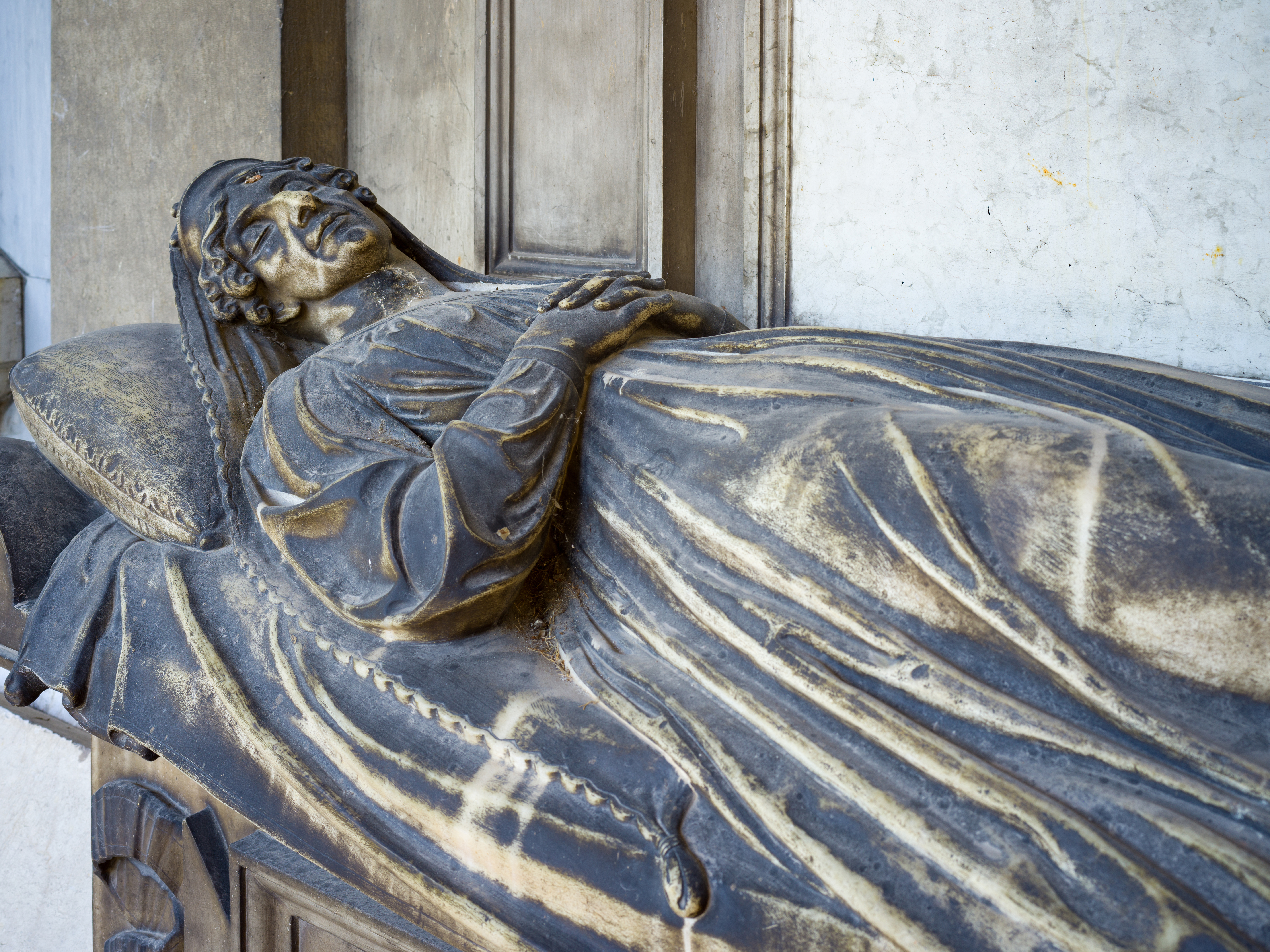
Gisant de la famille Martinengo Cesaresco.

### Œuvres en marbre

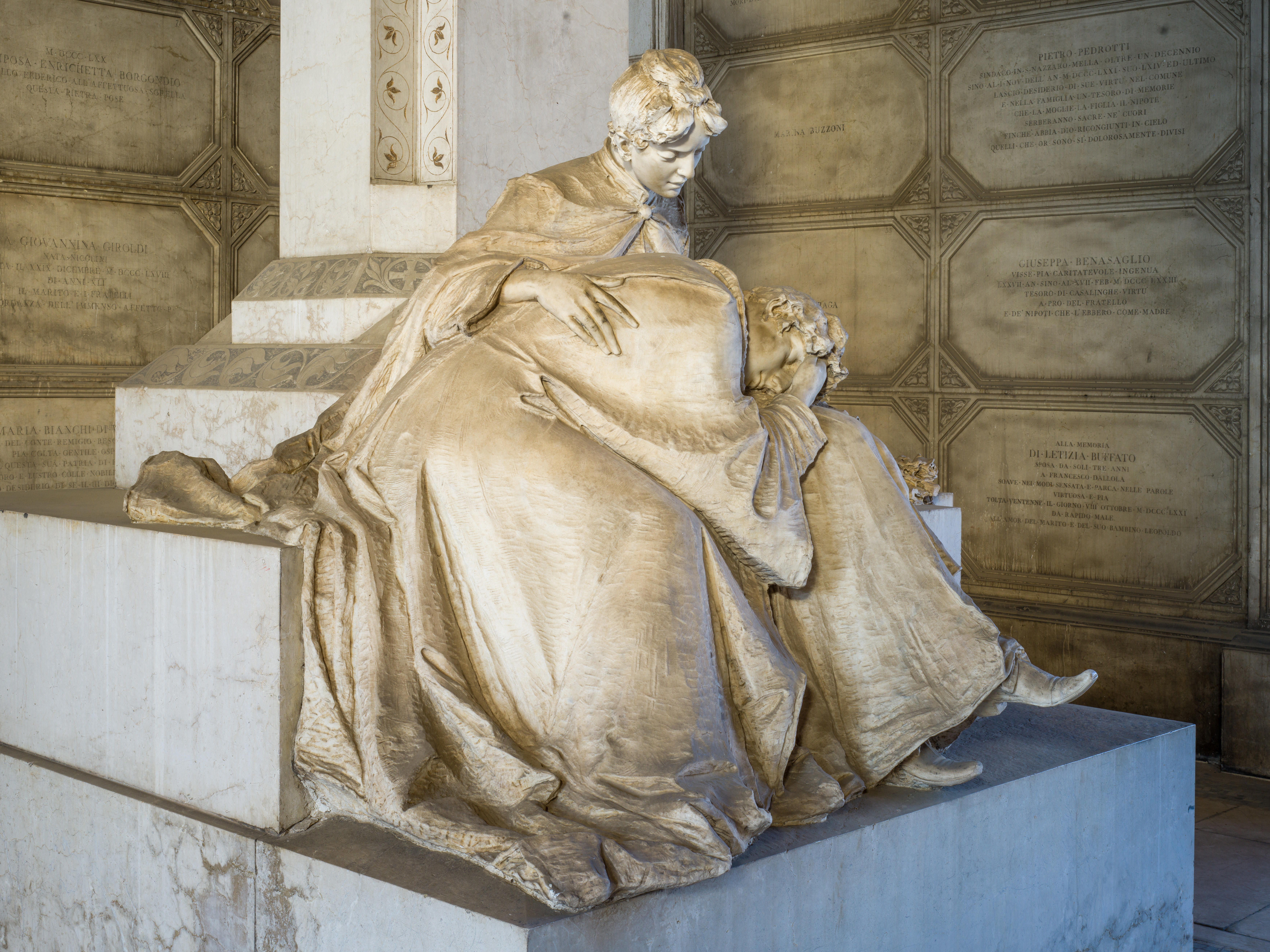
Tombe de la famille Soccini.
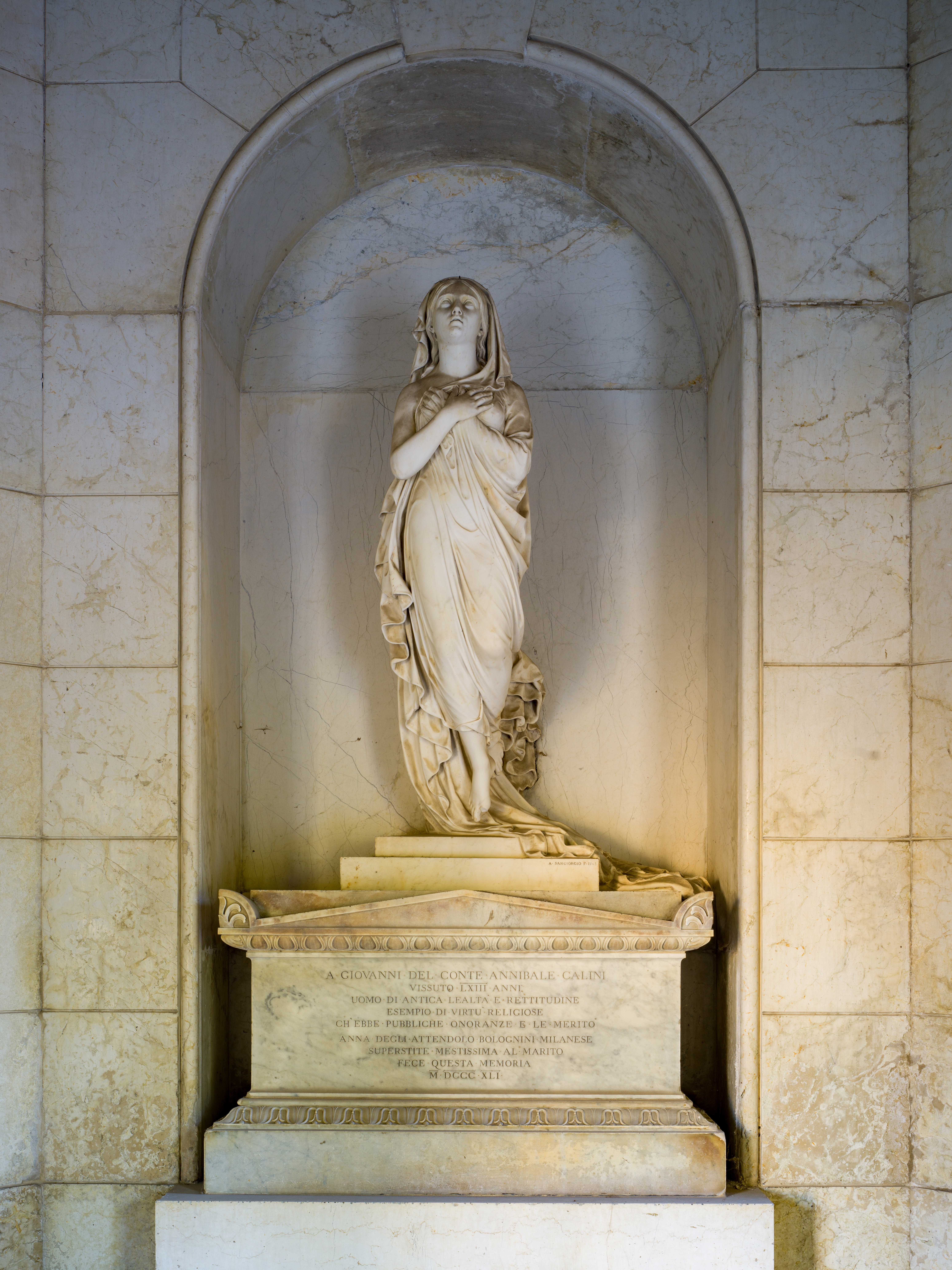
Monument d'Annible Calini.
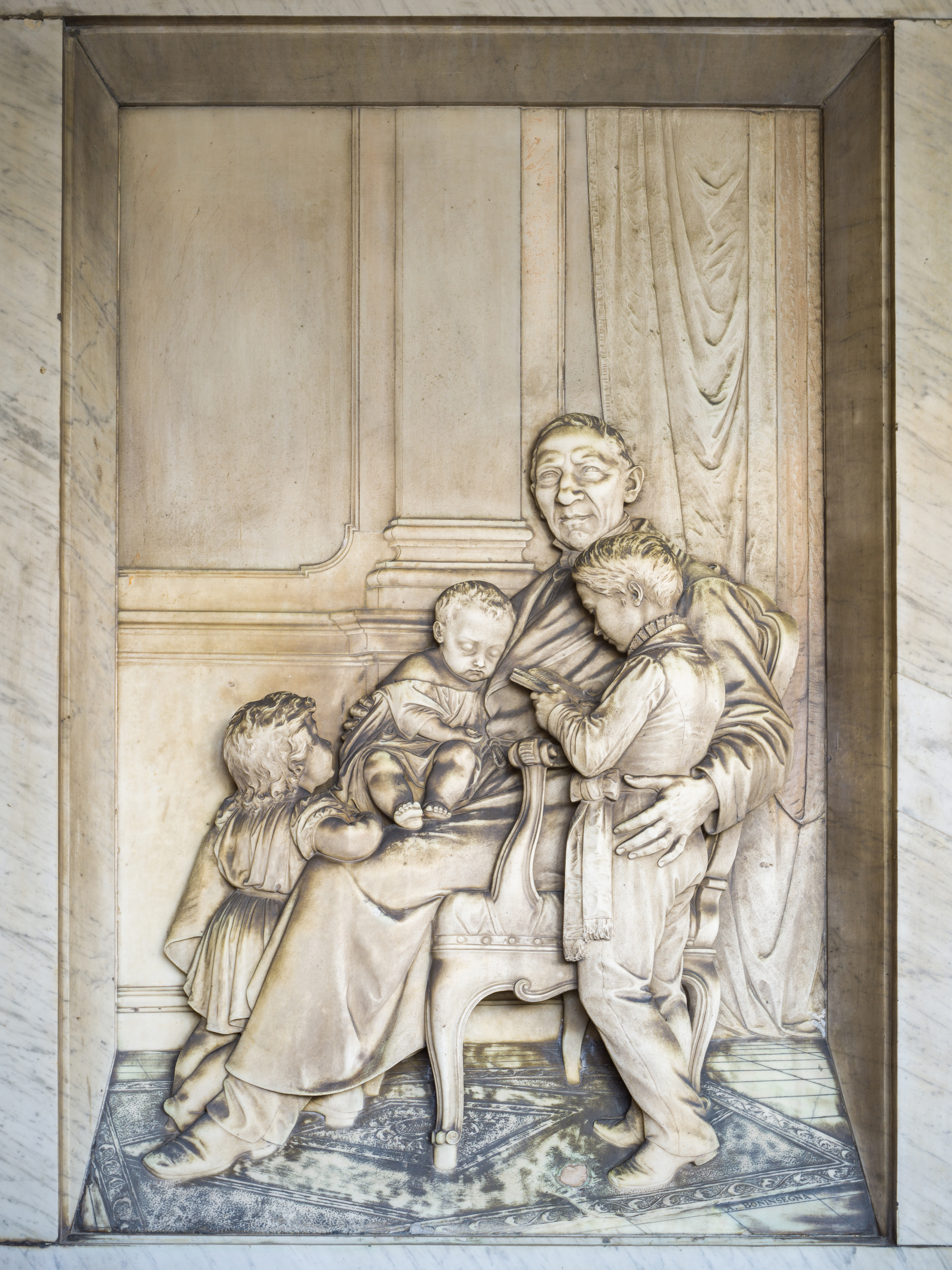
Tombe de la famille Facchi.
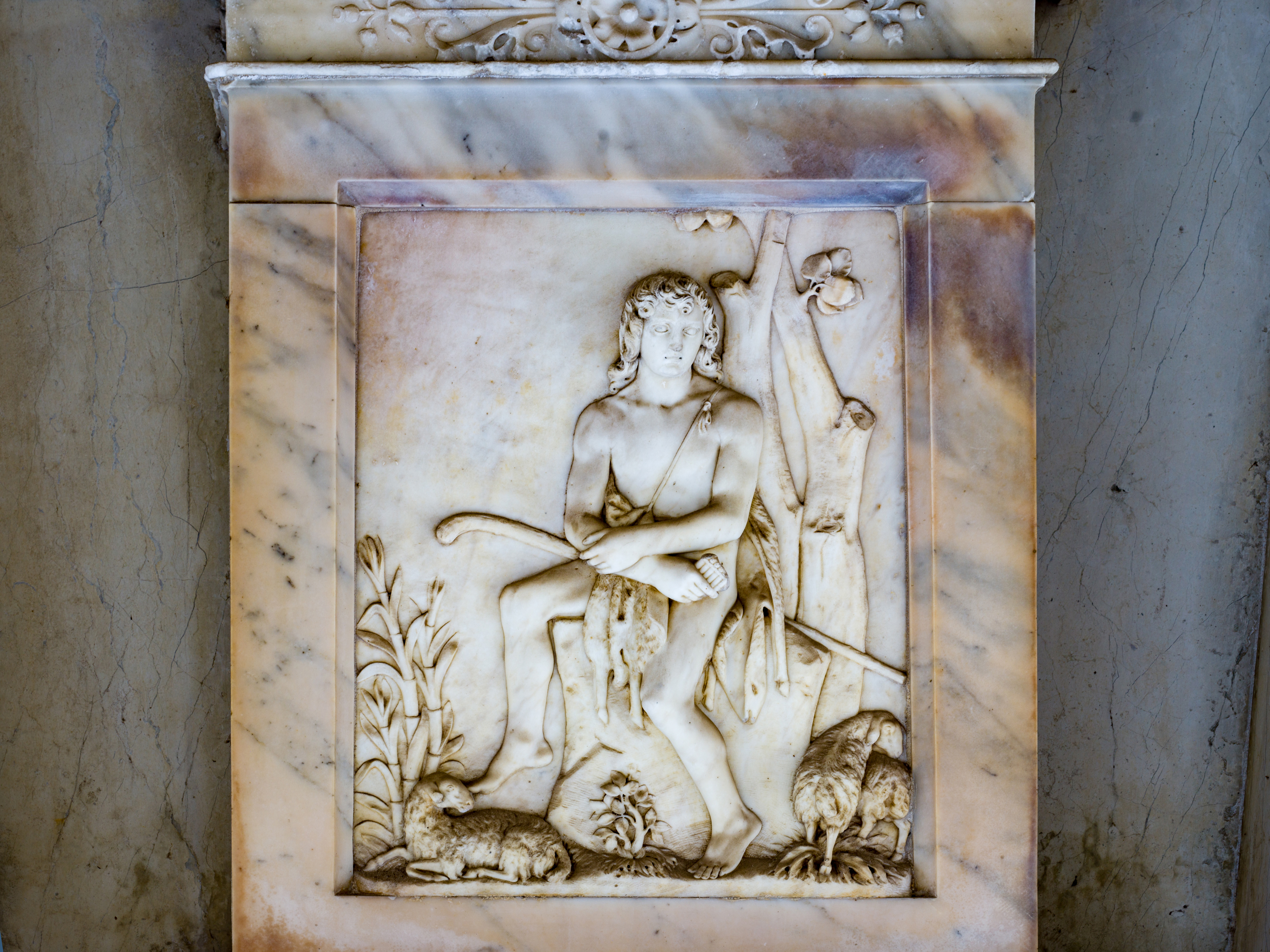
Monument de Cesare Arici.
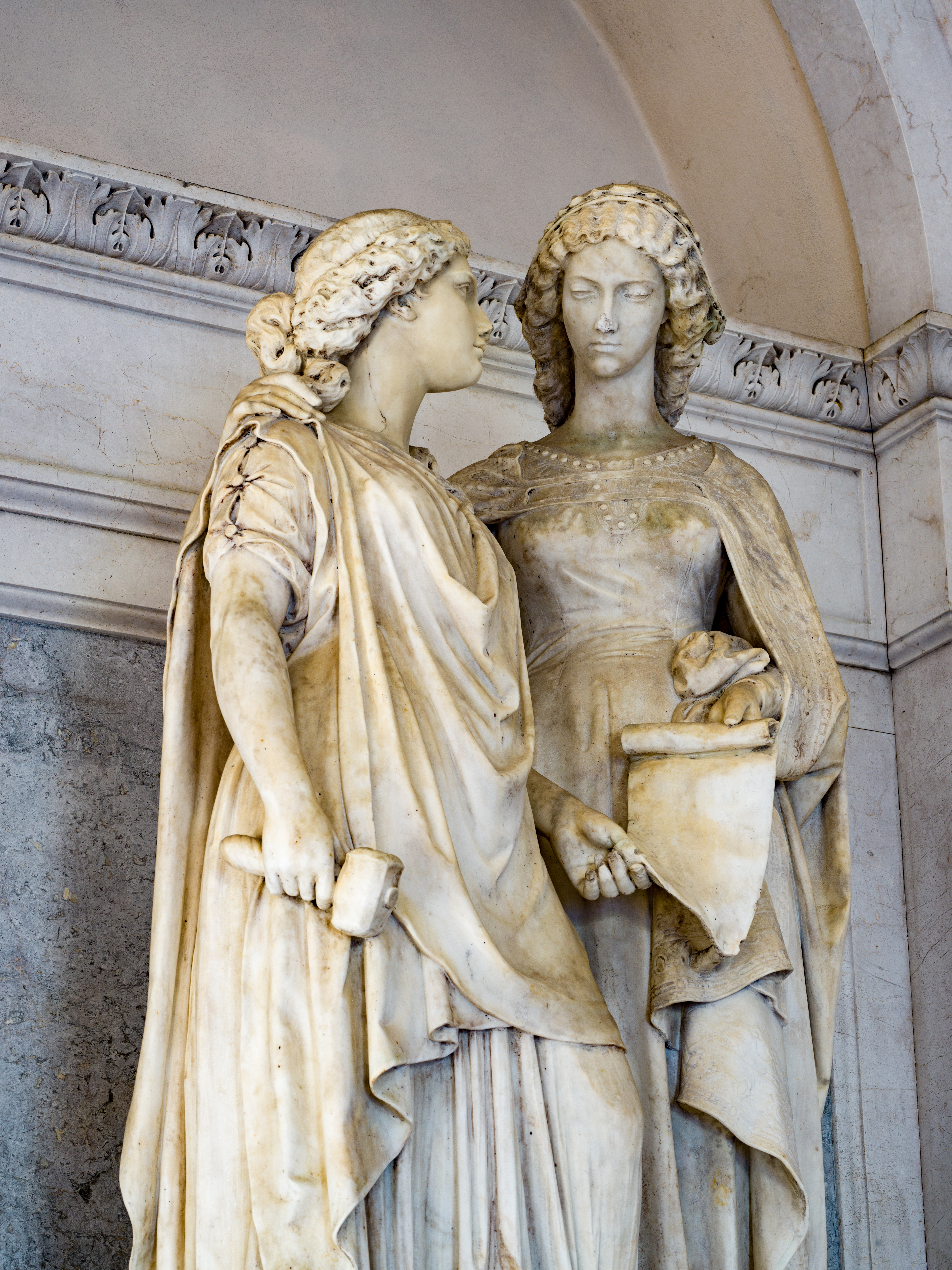
Monument de Giovan Battista Gigola.
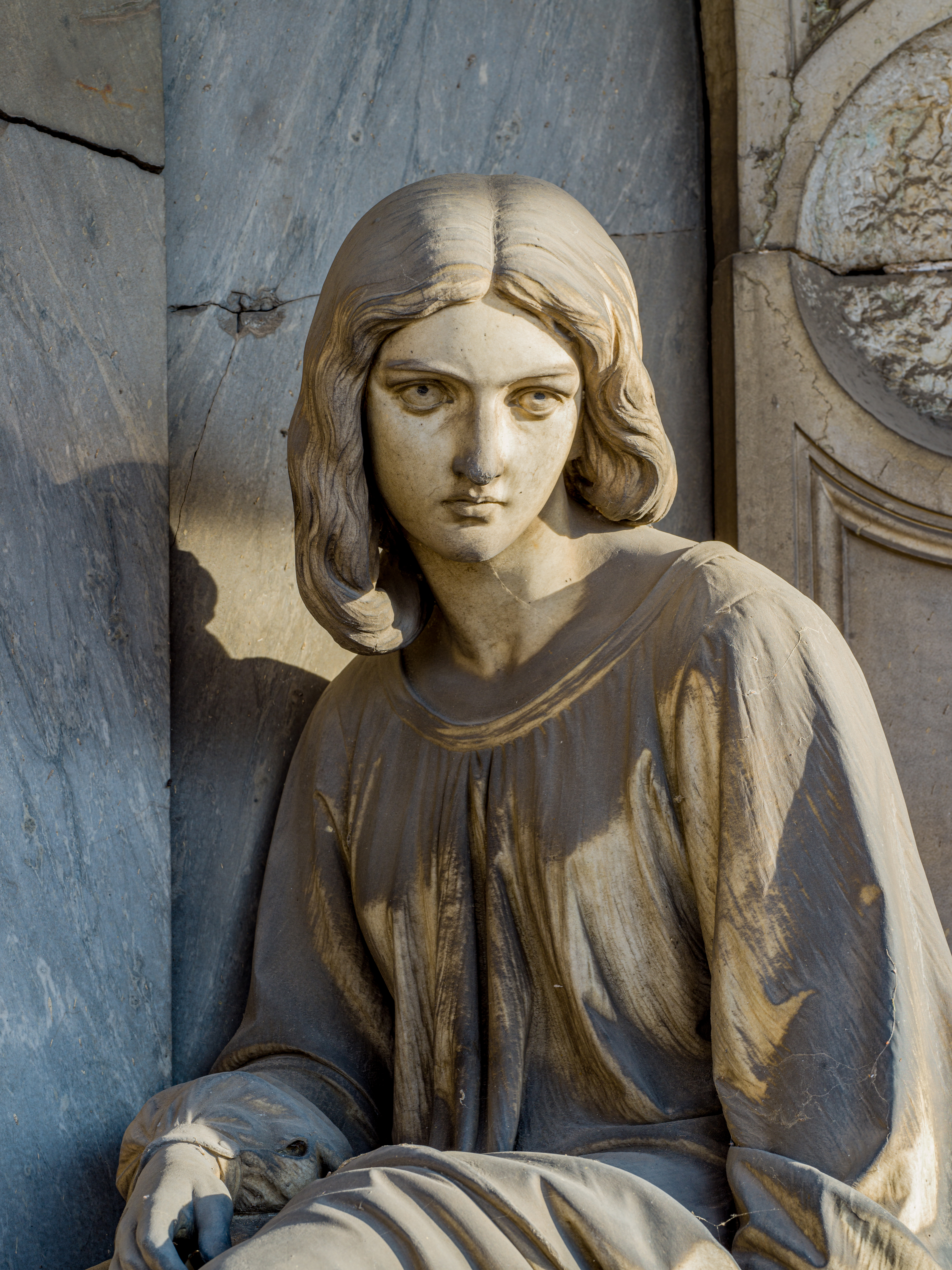
Tombe de la famille Pitozzi Baggi.
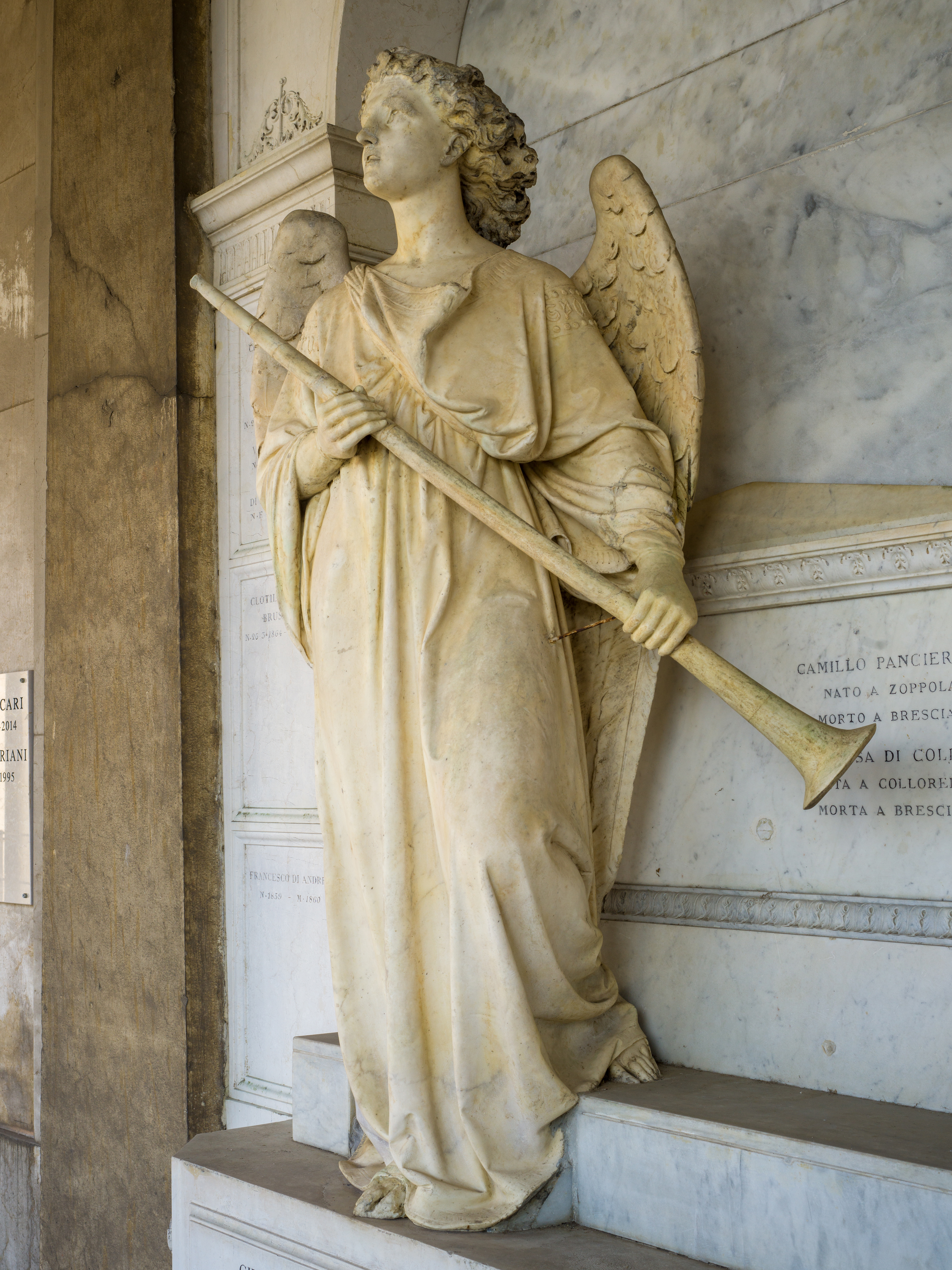
Tombe de la famille Panciera di Zoppola.
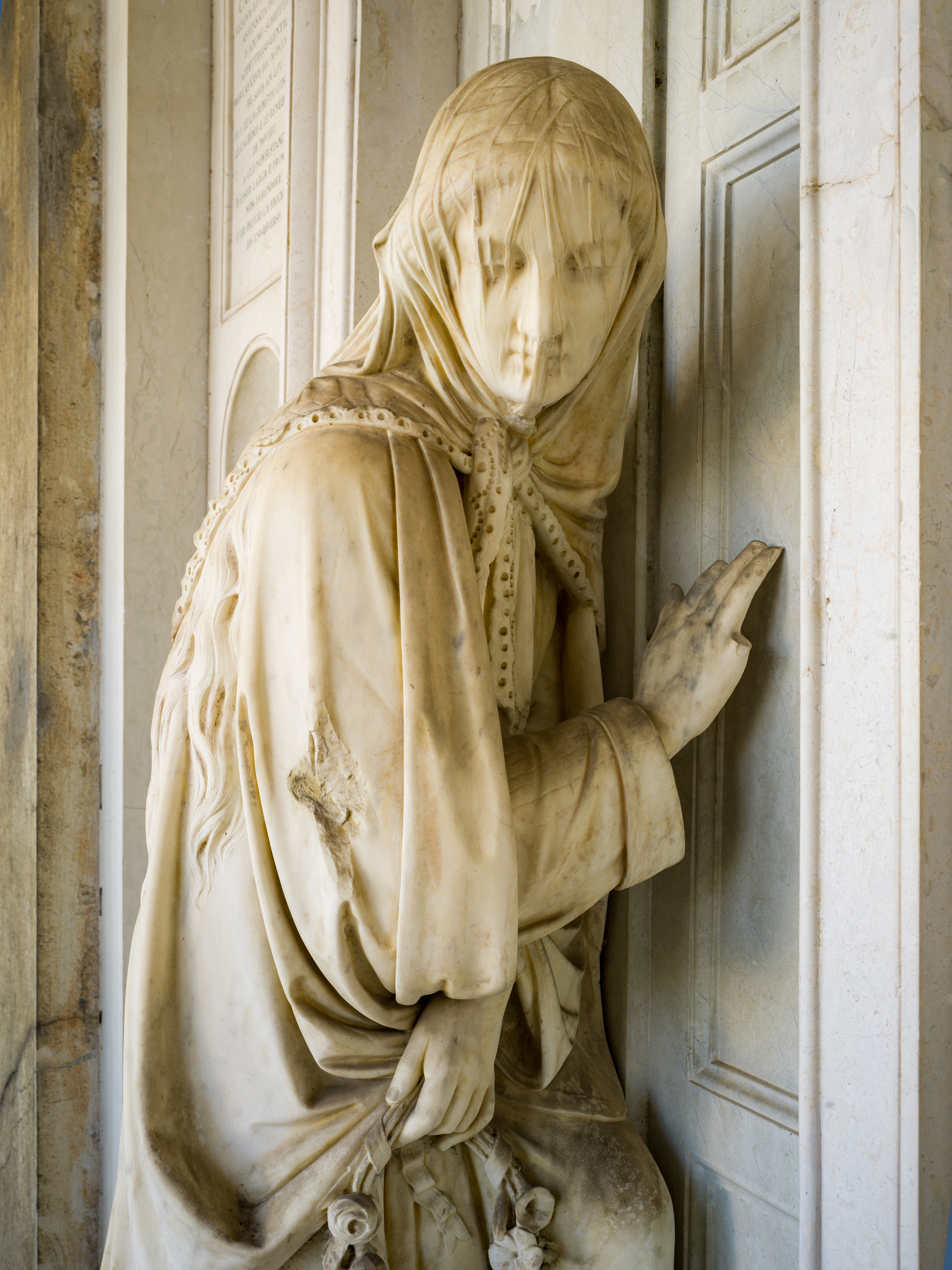
Tombe de la famille Dossi Rampinelli Spalenza.
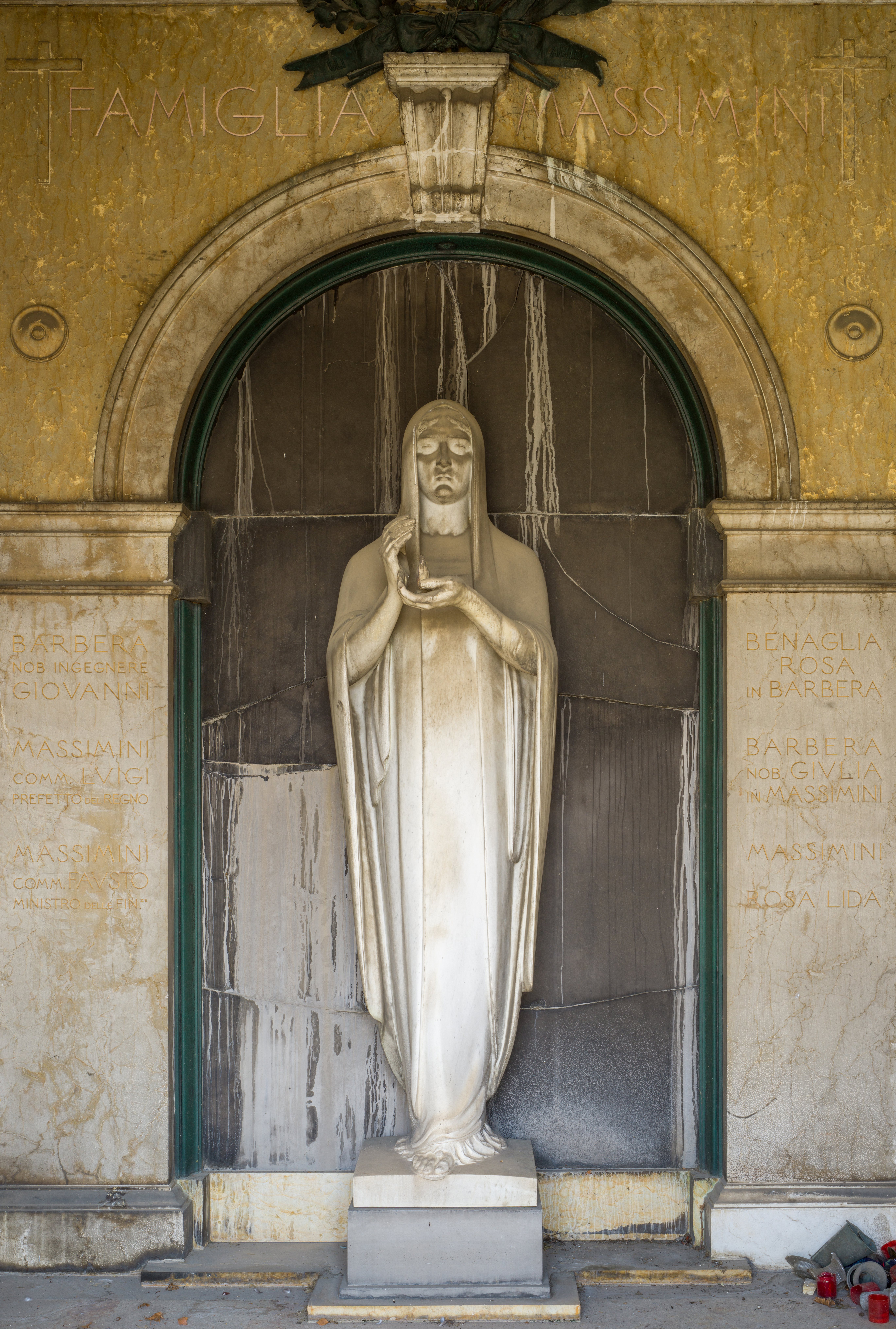
Tombe de la famille Massimini.
Tombe de la famille Vigliani.
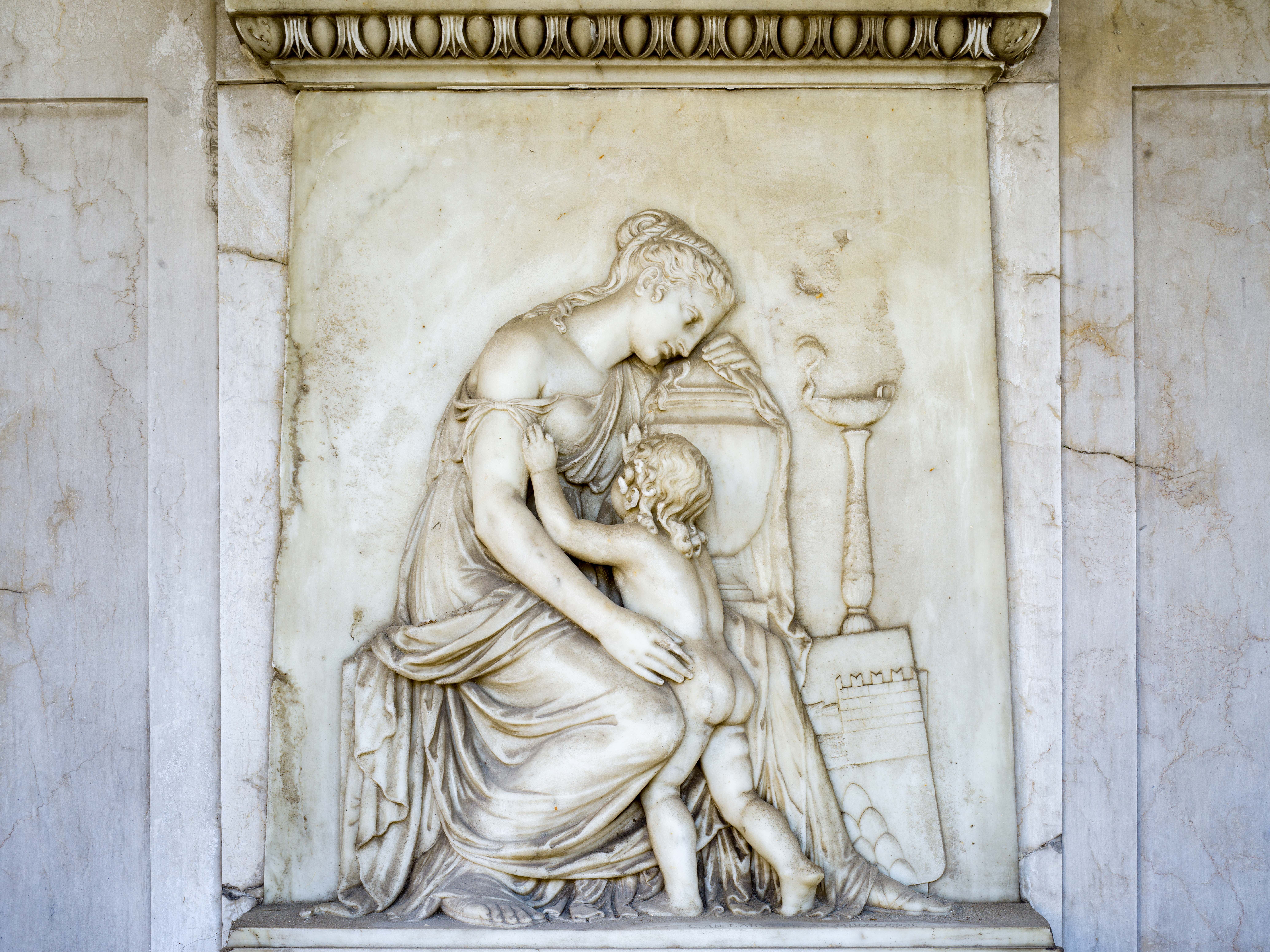
Tombe de la famille Monti della Corte.
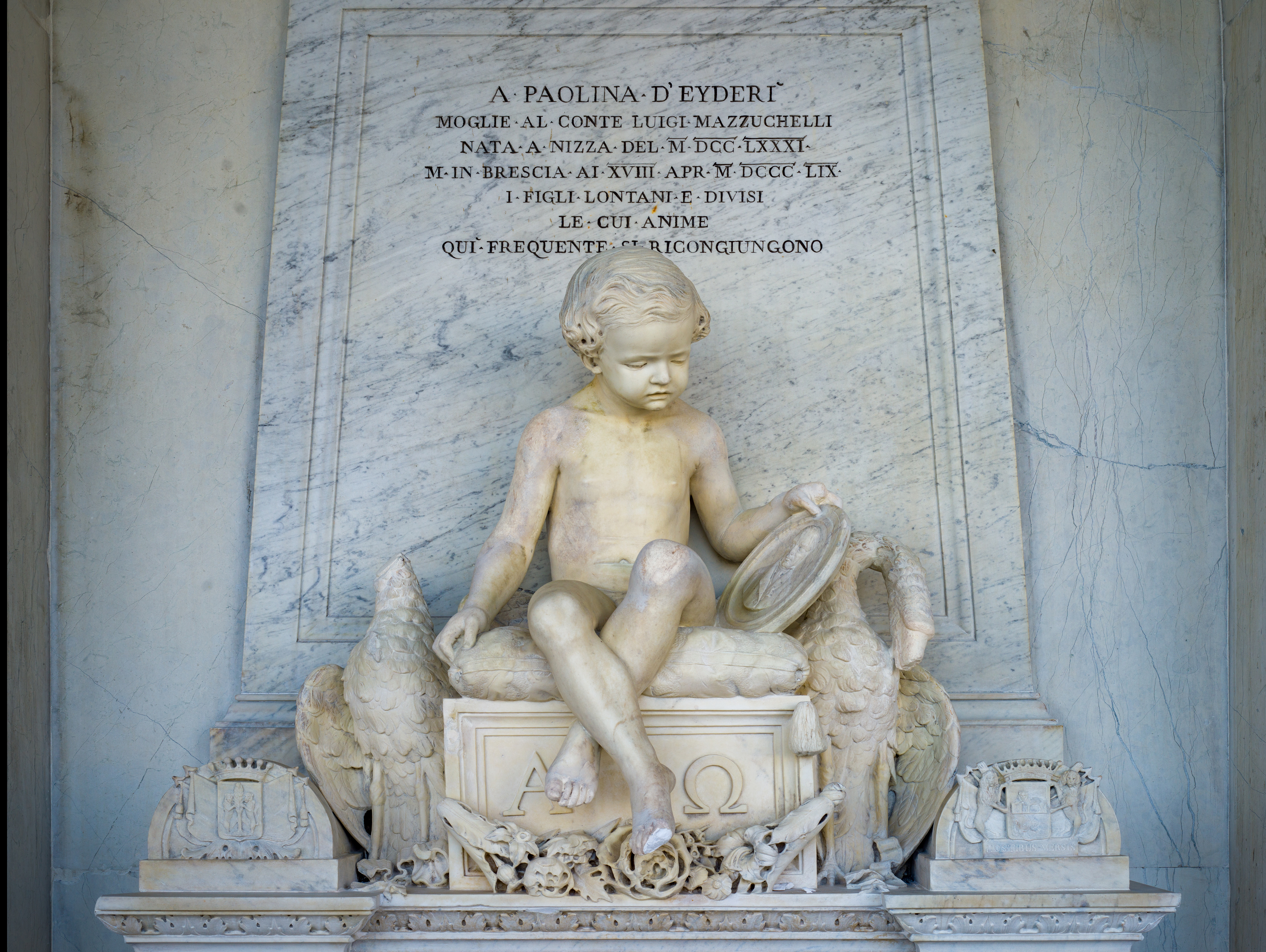
Tombe de la famille Mazzucchelli.
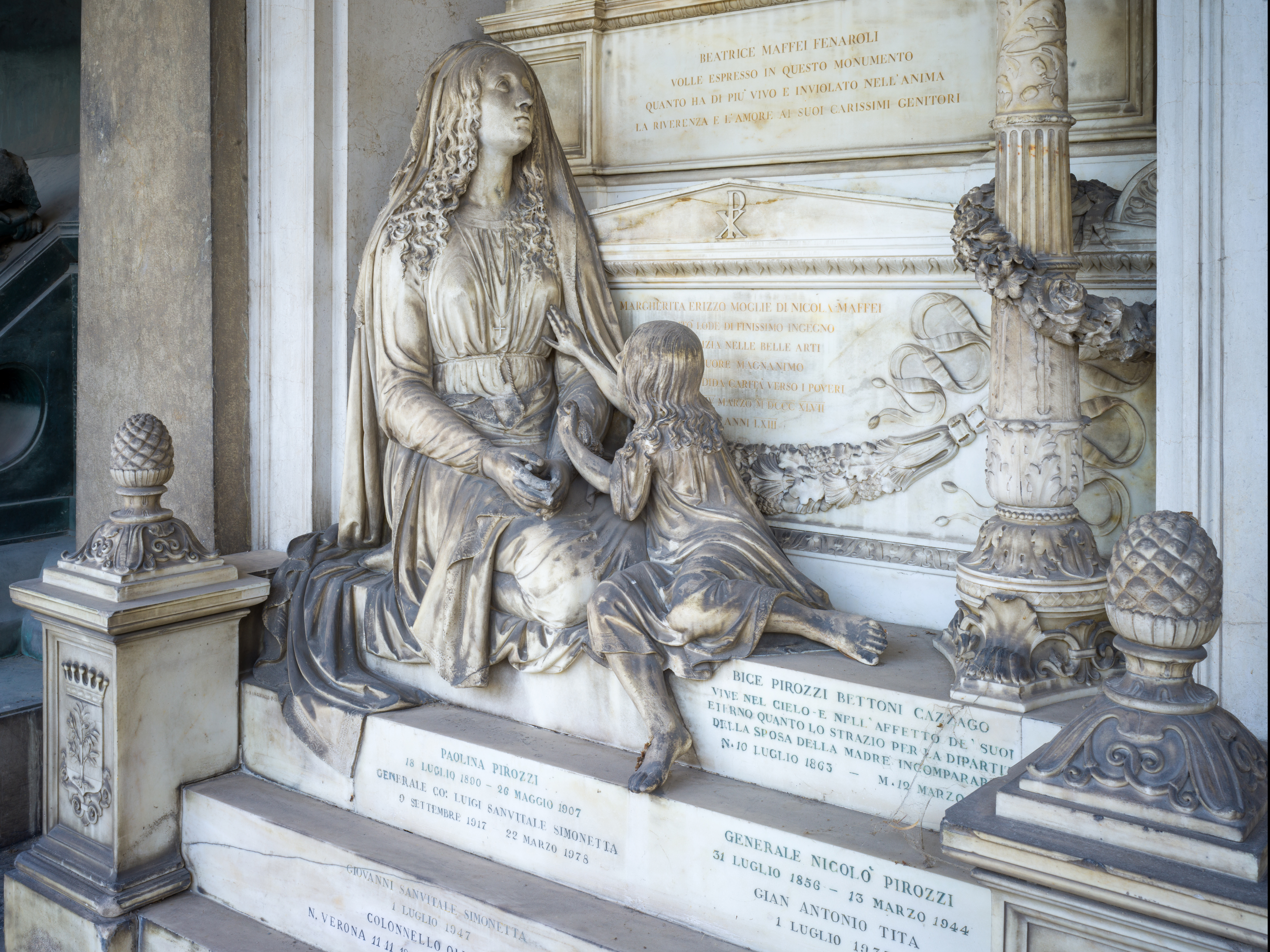
Tombe de la famille Maffei Erizzo.

## Galerie

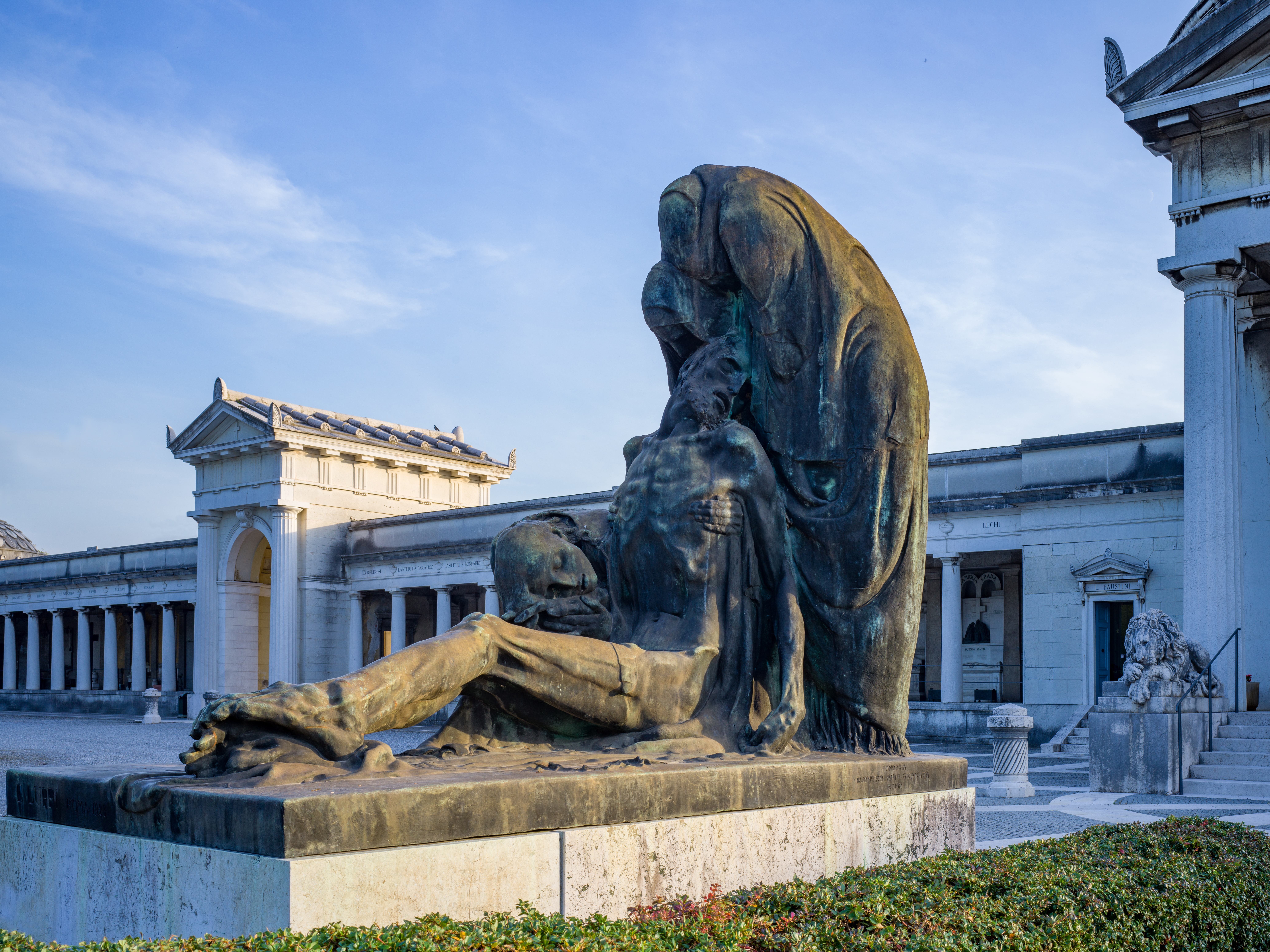
Pietà.
Monument à la mémoire des soldats morts durant la Première Guerre mondiale.
Eglise Saint-Michel.
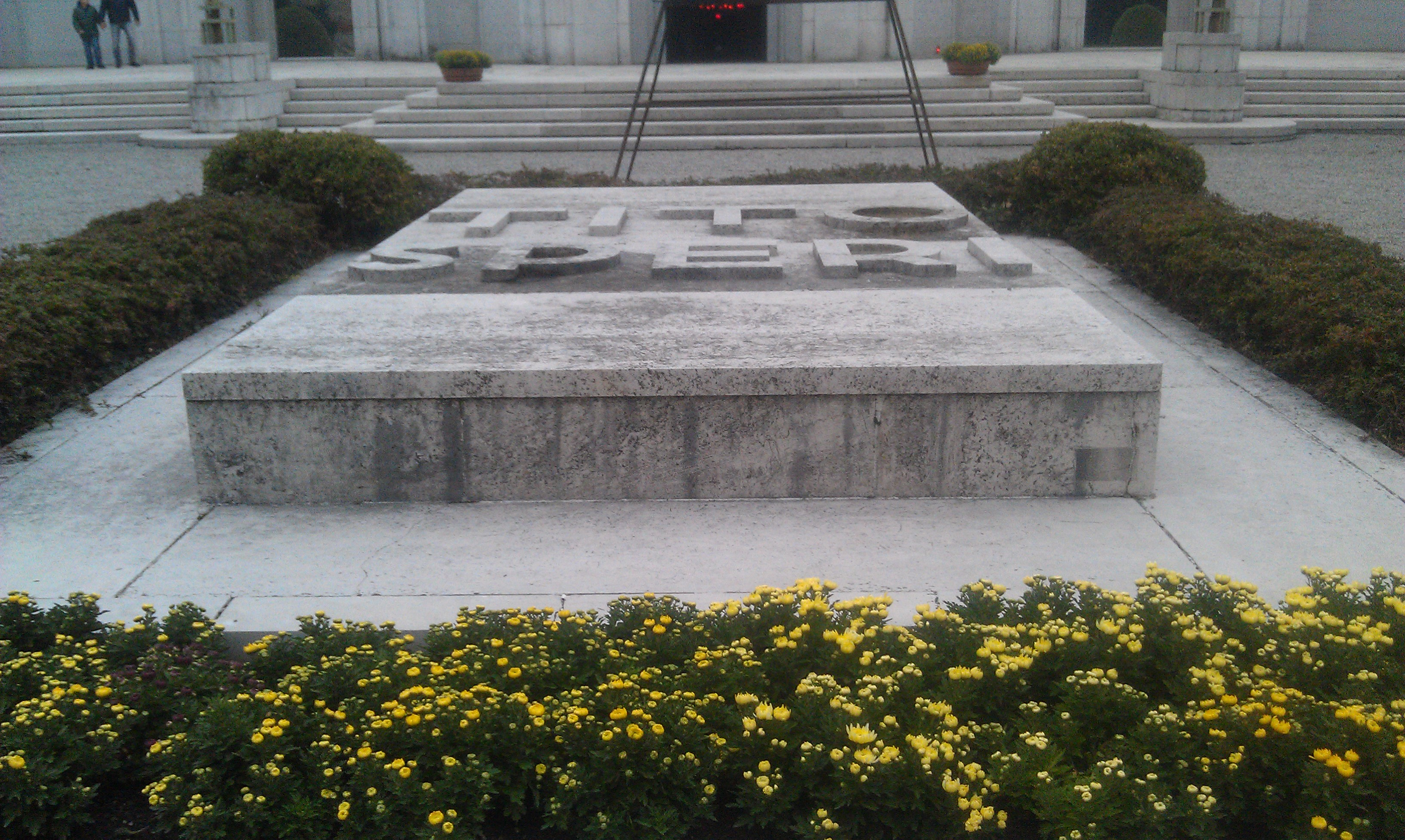
Tombe de Tito Speri.
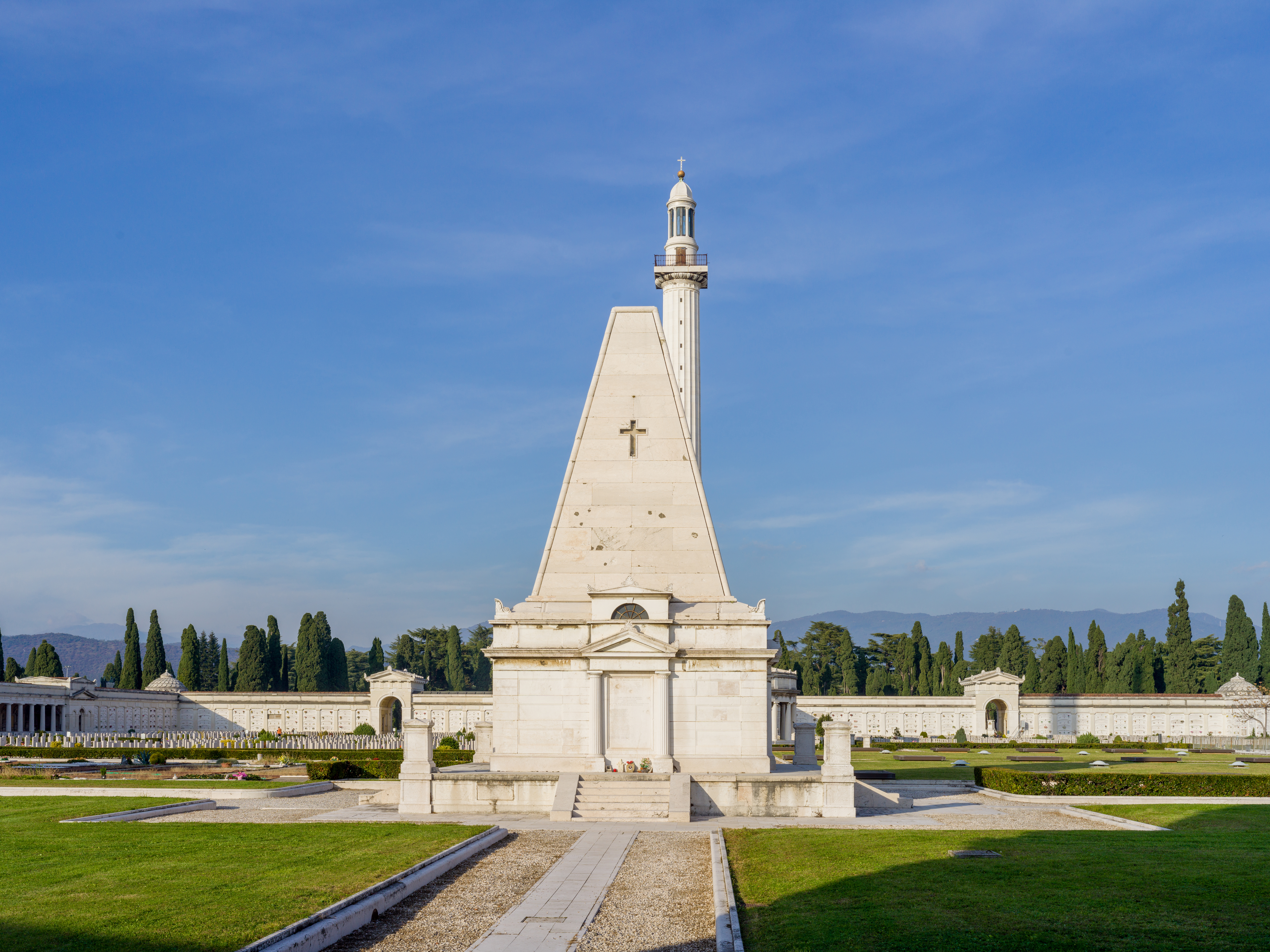
Tombe de Don Bossini.
Vue est du cimetière.
Vue générale du cimetière.
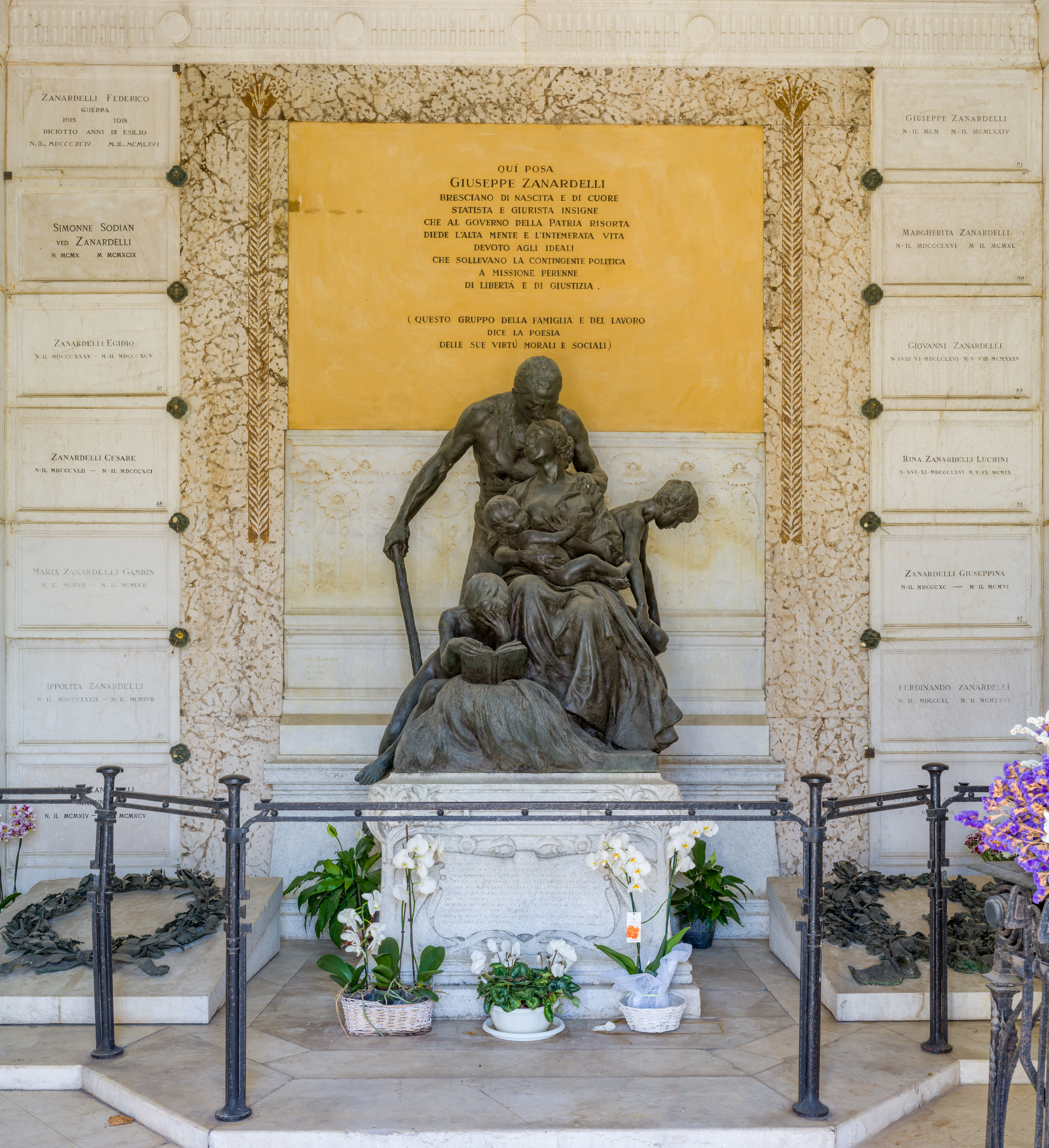
Tombe de Giuseppe Zanardelli.
Monument Prodi Bresciani.